# Tshikapa
Tshikapa is een stad in het zuiden van de Democratische Republiek Congo. De stad telde in 2012 zo'n 588.000 inwoners en ligt in de provincie Centraal-Kasaï. Tshikapa ligt aan de samenvloeiing van de Tshikapa en de Kasaï,  zo'n 200 km ten westen van de provinciehoofdstad Kananga en 60 km ten noorden van de grens met Angola.
De stadsontwikkeling werd sterk gestuurd door de Société internationale forestière et minière du Congo gekend als Forminière, een van de drie bedrijven van koloniaal industrieel Jean Jadot, in samenwerking met koning Leopold II en Hubert Droogmans.
De stad kende een enorme groei van nog geen 39.000 inwoners in 1970 naar meer dan 180.000 inwoners in 1994, om twintig jaar later bijna 580.000 inwoners te tellen. Tshikapa is een belangrijke stad voor de diamanthandel na de ontdekking en exploratie van diamantmijnen sinds het begin van de 20e eeuw. Na de onafhankelijkheid verviel de stad ondanks de diamanthandel wel, en leeft het grootste deel van de bevolking in armoede in een stad met nog nauwelijks werkende infrastructuur. Tshikapa wordt genoemd als een draaischijf in de handel in bloeddiamanten.